# Fluxus
Fluxus (od latinske riječi flux – tok) je ime međunarodnog neoavangardističkog umjetničkog pokreta osnovanog 1962., čiji je cilj povezivanje pripadnika ekstremne avangarde u Europi i SAD. Skupina američkih i europskih likovnih umjetnika, pjesnika, teatrologa i skladatelja slijedila jedinstveni stilski identitet, ali su njene aktivnosti na brojne načine predstavljale preporod duha dadaizma.
Flukxus je kao i Dada nekoherentan i razbijen pokret.
U Fluxusu su djelovali primjerice John Cage, Joseph Beuys, Yoko Ono, Erik Andersen.

## Vanjske poveznice
- Fluxus portal na Internetu